# Anomiopus mourai
Anomiopus mourai är en skalbaggsart som beskrevs av Canhedo 2006. Anomiopus mourai ingår i släktet Anomiopus och familjen bladhorningar. Inga underarter finns listade i Catalogue of Life.